# Hortènsia de fulla gran
L'hortènsia o hortènsia de fulla grossa (Hydrangea macrophylla o Hydrangea hortensia) és un arbust de la família de les hidrangeàcies originari del Japó.
L'arbust pot créixer entre 1 i 3 m. Té les fulles ovalades i fan entre 7 i 20 cm de llarg. Les flors poden ser de color rosa, blava o blanca segons el pH del sòl. En terres àcides les flors són blaves; en terres alcalines, roses; i en terres neutres, blanques. La planta s'usa en jardineria per a finalitats ornamentals.

## Ús
És molt tòxic i es desaconsella elaborar-ne productes medicinals artesans. Se'n solia decoure els arrels seques per tractar desordres intestinals.